# Limoges CSP
Limoges Cercle Saint-Pierre je francouzský basketbalový klub, založený roku 1929. Týmové barvy jsou zelená a bílá, domácí zápasy hraje v hale Palais des sports de Beaublanc v Limoges. Klub je účastníkem nejvyšší francouzské soutěže, kterou jedenáctkrát vyhrál. Historickým úspěchem je vítězství v Eurolize 1993, když ve finále Limoges porazilo italského mistra Benetton Treviso. Bylo to 15. dubna 1993 a CSP se stalo prvním francouzským klubem v historii, který vyhrál nejdůležitější pohárovou soutěž v kolektivním sportu: o měsíc později se to podařilo fotbalistům Olympique de Marseille. Za klub hráli stošedesátinásobný reprezentant Francie Richard Dacoury, Slovinec Jure Zdovc nebo Američan Billy Knight, zvolený do all-stars týmu National Basketball Association 1977.

## Úspěchy
- Mistr Francie: 1982-83, 1983-84, 1984-85, 1987–88, 1988–89, 1989–90, 1992–93, 1993–94, 1999-00, 2013-14, 2014-15
- Vítěz francouzského poháru: 1981-82, 1982–83, 1984–85, 1993-94, 1994–95, 1999-00
- Vítěz Euroligy: 1992-93
- Vítěz Koračova poháru: 1981-82, 1982-83, 1999-2000
- Vítěz Saportova poháru: 1987-88